# Leichtathletik-Weltmeisterschaften 2017/20 km Gehen der Frauen

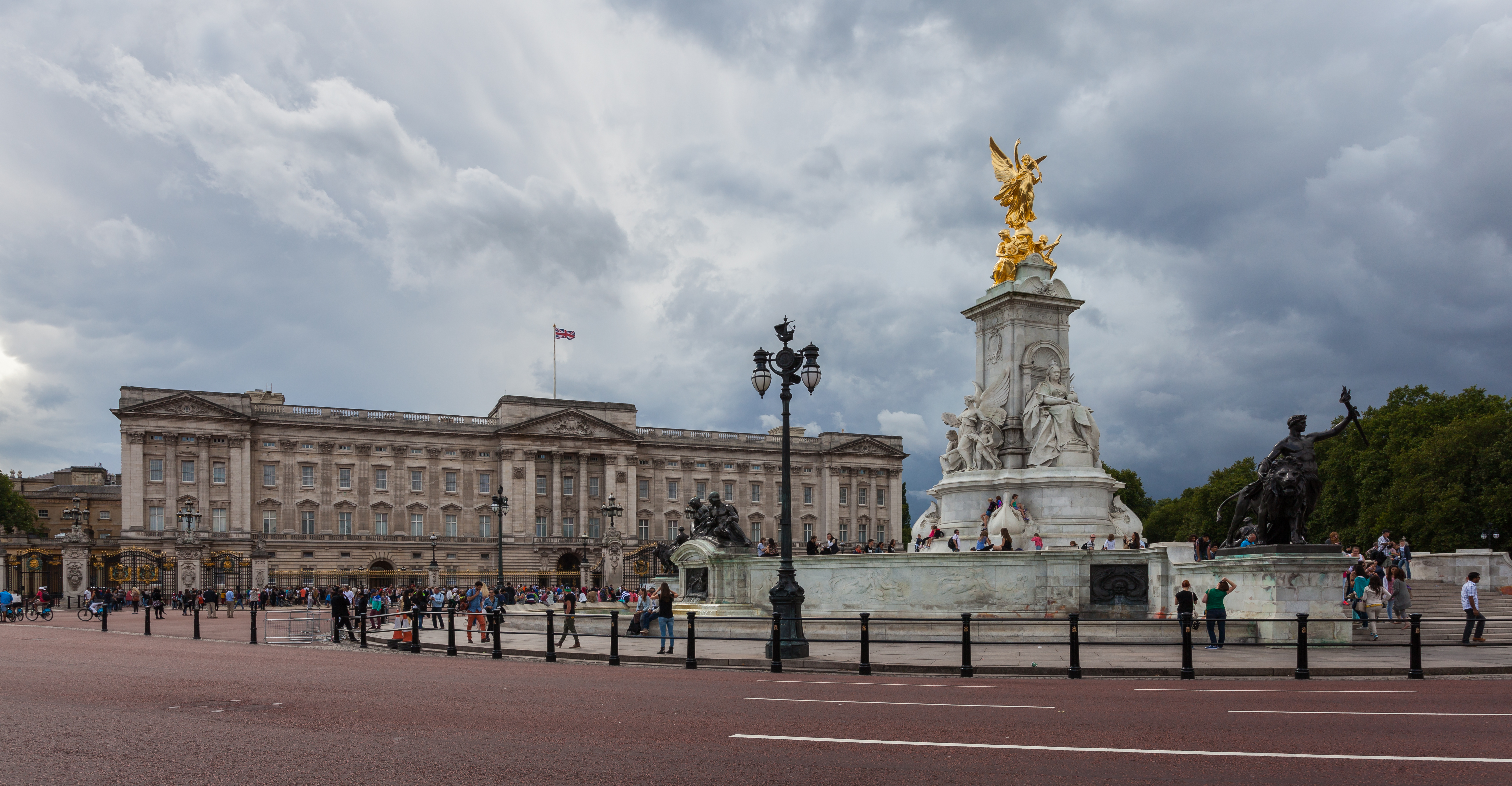
Victoria Memorial vor dem Buckingham-Palast

Das 20-km-Gehen der Frauen bei den Leichtathletik-Weltmeisterschaften 2017 wurde am 13. August 2017 in den Straßen der britischen Hauptstadt London ausgetragen.
Weltmeisterin wurde die Chinesin Yang Jiayu, die vor der mexikanischen Olympiazweiten von 2016 María Guadalupe González siegte. Die Italienerin Antonella Palmisano gewann die Bronzemedaille.

## Rekorde

### Bestehende Rekorde
| Weltrekord               | Liu Hong          | 1:24:38 h | La Coruña, Spanien       | 6. Juni 2015   |
| Weltmeisterschaftsrekord | Olimpiada Iwanowa | 1:25:41 h | WM in Helsinki, Finnland | 7. August 2005 |

Der bestehende WM-Rekord wurde bei diesen Weltmeisterschaften nicht eingestellt und nicht verbessert.

### Rekordverbesserungen
Es gab einen Kontinentalrekord und vier Landesrekorde.
- Kontinentalrekord:
  - 1:26:59 h (Südamerikarekord) – Érica De Sena, Brasilien
- Landesrekorde:
  - 1:28:10 h – Sandra Arenas, Kolumbien
  - 1:29:13 h – Kimberly García, Peru
  - 1:30:05 h – Viktória Madarász, Ungarn
  - 1:35:04 h – Ching Siu-nga, Hongkong

## Strecke
Der Start- und Zielpunkt der Strecke lag auf der Verbindungsstraße "The Mail" zwischen den Trafalgar Studios und Buckingham Palace an der Ecke "Marlborough Road" nahe dem Marlborough House. Ständig ging es auf dieser Route vorbei an dem südwestlich gelegenen St. James’ Park. Zunächst führte die Strecke Richtung Nordosten vorbei an den Trafalgar Studios. Der Weg umrundete die dahinter befindliche Statue "Equestrian Statue of Charles I" auf einem Kreisverkehr und führte auf der fast schnurgeraden Straße "The Mail" zurück in Richtung Südwesten. Es ging vorbei am Start- und Zielpunkt bis vor den Buckingham Palace, wo das Victoria Memorial komplett umrundet wurde. So führte die Route wieder zurück auf die Straße "The Mail" bis zum Start- und Zielpunkt. Die Länge dieser Strecke betrug zwei Kilometer, musste also beim 20-km-Gehen zehn Mal absolviert werden.

## Ausgangssituation
Nachdem die amtierende Weltmeisterin und Olympiasiegerin von 2016 Liu Hong aus China hier nicht am Start war, gehörten zum engeren Kreis der Favoritinnen vor allem die Athletinnen, die bei den letzten großen Meisterschaften die Plätze hinter Liu belegt hatten. Dies waren die chinesische Vizeweltmeisterin von 2015 und Olympiadritte von 2016 Lü Xiuzhi, die mexikanische Olympiazweite von 2016 María Guadalupe González, die italienische Olympiavierte von 2016 und WM-Fünfte von 2015 Antonella Palmisano, die Portugiesin Ana Cabecinha als Olympiafünfte von 2016 und WM-Vierte von 2015 sowie die Brasilianerin Erica de Sena – WM-Sechste von 2015 und Olympiafünfte von 2016. Zu rechnen war darüber hinaus mit Yang Jiayu, einer weiteren Chinesin, die sich im Vorfeld dieser Weltmeisterschaften im innerchinesischen Bereich stark präsentiert hatte.

## Wettbewerbsverlauf

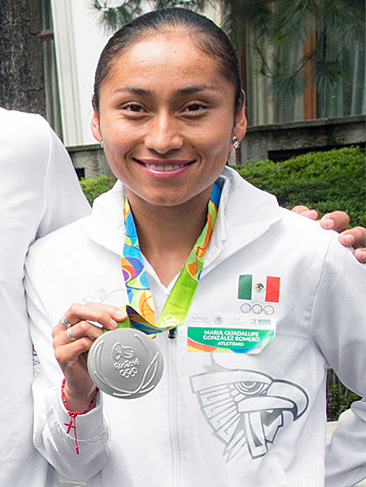
Vizeweltmeisterin María Guadalupe González

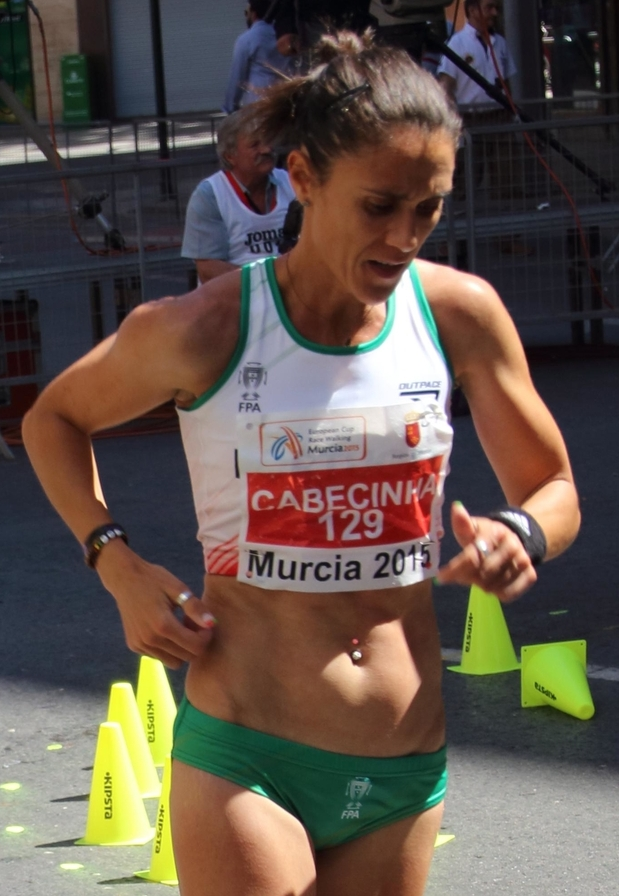
Anna Cabecinha (rechts) – Platz sechs

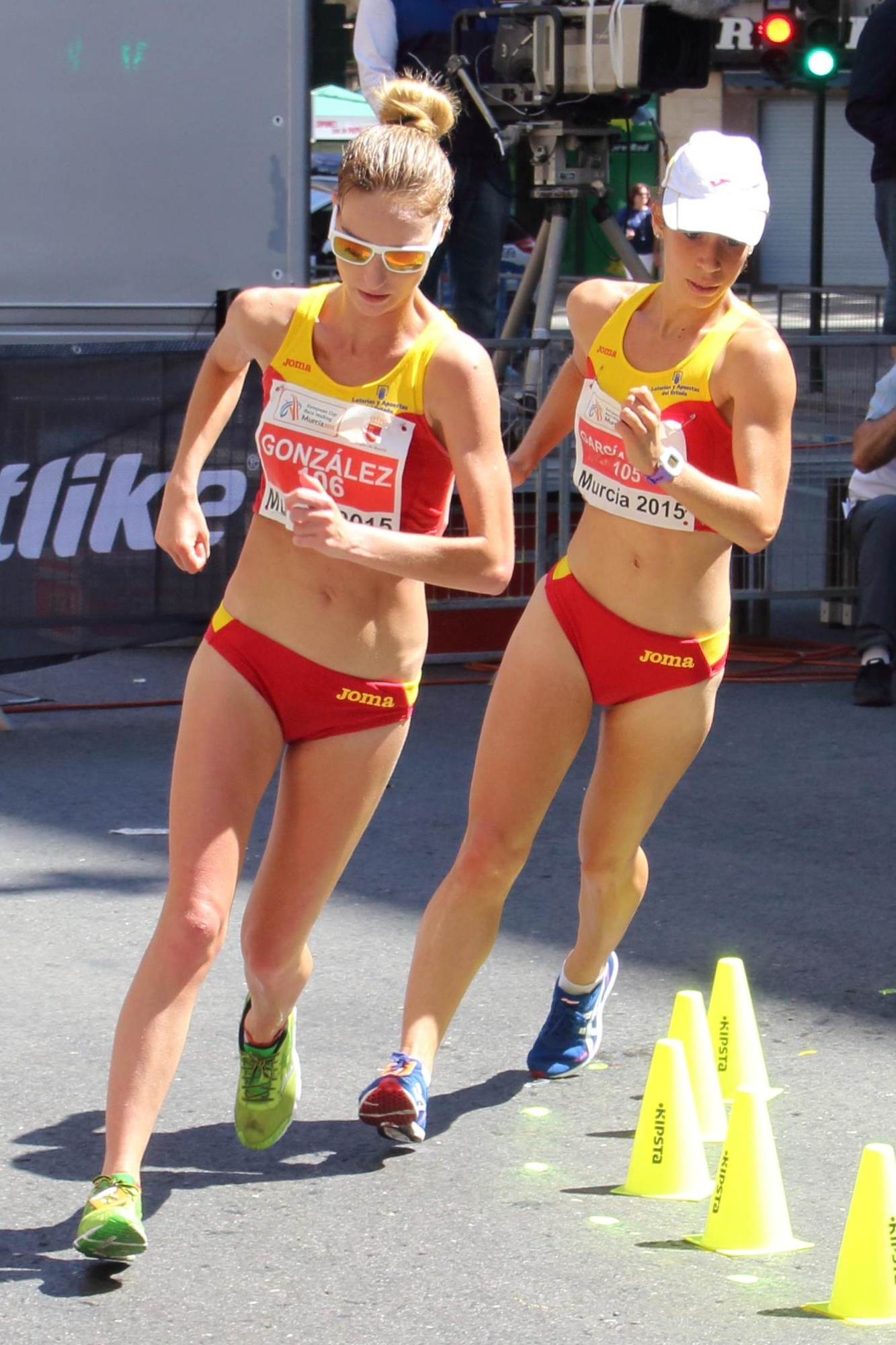
Laura García-Caro (links) – Platz neun

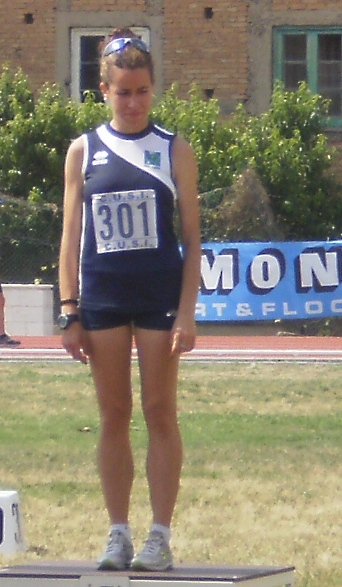
Eleonora Giorgi – Platz vierzehn

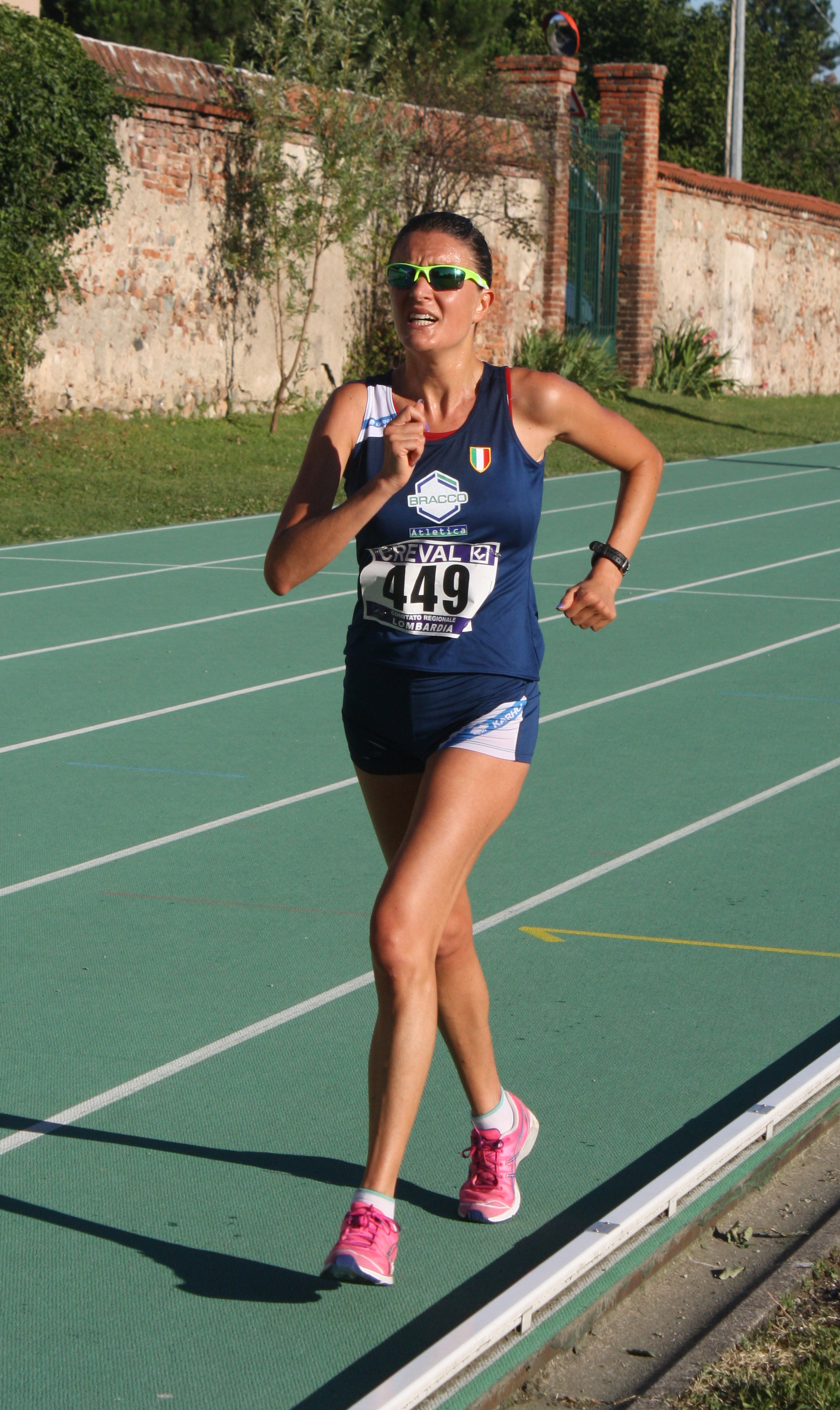
Valentina Trapletti – Platz fünfzehn

13. August 2015, 12:20 Uhr Ortszeit (13:20 MESZ)
Die Geherinnen begannen von Anfang an zügig, vor allem Palmisano war um Tempo bemüht. Dennoch blieb für längere Zeit eine größere Führungsgruppe zusammen, die allerdings mit zunehmender Streckenlänge kleiner wurde. Auf der zweiten Hälfte wurde es noch schneller. Bei Kilometer fünfzehn lag eine vierköpfige Spitzengruppe mit den Favoritinnen Yang, González, Lü, Palmisano und De Sena vorn. Mit fünf Sekunden Rückstand folgte die Kolumbianerin Sandra Arenas. Weitere 33 Sekunden dahinter folgten Cabecinha und mit Wang Na eine dritte Chinesin.
Als das Ziel näherrückte, verlor zuerst De Sena und dann auch Palmisano den Kontakt zu den beiden Führenden. Die endgültige Entscheidung fiel erst ganz zum Schluss. Yang Jiayu siegte mit einer Sekunde vor María Guadalupe González. Antonella Palmisano sicherte sich 17 Sekunden hinter der neuen Weltmeisterin die Bronzemedaille. Vierte blieb Érica De Sena vor Sandra Arenas und Ana Cabecinha. Die Ränge sieben und acht belegten die Kolumbianerin Kimberly García und Wang Na.
| Zwischenzeiten | Zwischenzeiten | Zwischenzeiten                                                                           | Zwischenzeiten |
| Marke          | Zwischenzeit   | Führende                                                                                 | 5-km-Zeit      |
| -------------- | -------------- | ---------------------------------------------------------------------------------------- | -------------- |
| 5 km           | 22:22 min      | Antonella Palmisano mit 21köpfiger Gruppe                                                | 22:22 min      |
| 10 km          | 44:10 min      | Antonella Palmisano mit 10köpfiger Gruppe                                                | 21:48 min      |
| 15 km          | 1:05:33 h0     | Yang, González, Lü, Palmisano, De Sena – Arenas 5 s zurück – Cabecinha, Wang 38 s zurück | 21:13 min      |
| 20 km          | 1:26:18 h0     | Yang Jiayu                                                                               | 20:45 min      |

## Ergebnis
| Platz | Athletin                   | Land                        | Zeit (h)   | Verwarnungen       |
| ----- | -------------------------- | --------------------------- | ---------- | ------------------ |
|       | Yang Jiayu                 | Volksrepublik China         | 1:26:18 PB | Bod                |
|       | María Guadalupe González   | Mexiko                      | 1:26:19 SB |                    |
|       | Antonella Palmisano        | Italien                     | 1:26:36 PB |                    |
| 4     | Érica de Sena              | Brasilien                   | 1:26:59 SR |                    |
| 5     | Sandra Arenas              | Kolumbien                   | 1:28:10 NR | Bod                |
| 6     | Ana Cabecinha              | Portugal                    | 1:28:57 SB |                    |
| 7     | Kimberly García            | Peru                        | 1:29:13 NR |                    |
| 8     | Wang Na                    | Volksrepublik China         | 1:29:26    | Bod                |
| 9     | Laura García-Caro          | Spanien                     | 1:29:29 PB | Bod                |
| 10    | María Pérez García         | Spanien                     | 1:29:37 PB |                    |
| 11    | Mirna Ortiz                | Guatemala                   | 1:30:01 SB | Bod / Bod          |
| 12    | Viktória Madarász          | Ungarn                      | 1:30:05 NR |                    |
| 13    | Paola Pérez                | Ecuador                     | 1:30:09    |                    |
| 14    | Eleonora Anna Giorgi       | Italien                     | 1:30:34 SB | Bod / Bod          |
| 15    | Valentina Trapletti        | Italien                     | 1:30:35 PB |                    |
| 16    | Brigita Virbalytė-Dimšienė | Litauen                     | 1:30:45 SB |                    |
| 17    | Sandra Galvis              | Kolumbien                   | 1:31:13    |                    |
| 18    | Kumiko Okada               | Japan                       | 1:31:19    |                    |
| 19    | Živilė Vaiciukevičiūtė     | Litauen                     | 1:31:23 PB |                    |
| 20    | Inna Kaschyna              | Ukraine                     | 1:31:24    |                    |
| 21    | Ainhoa Pinedo              | Spanien                     | 1:31:28    | Bod                |
| 22    | Regan Lamble               | Australien                  | 1:31:30    | Bod / Bod          |
| 23    | Ángela Castro              | Bolivien                    | 1:31:34 SB |                    |
| 24    | Andigoni Drismbioti        | Griechenland                | 1:32:03 SB |                    |
| 25    | Maria Michta-Coffey        | USA                         | 1:32:14 SB |                    |
| 26    | Nastassja Jazewitsch       | Belarus                     | 1:32:22 SB | Bod / Bod          |
| 27    | Barbara Kovács             | Ungarn                      | 1:32:44 PB | Bod / Bod          |
| 28    | Maritza Guamán             | Ecuador                     | 1:33:06    |                    |
| 29    | Bethan Davies              | Großbritannien              | 1:33:10    |                    |
| 30    | Jeon Yeong-eun             | Südkorea                    | 1:33:29 SB |                    |
| 31    | Andreea Arsine             | Rumänien                    | 1:33:46 PB |                    |
| 32    | Walentyna Myrontschuk      | Ukraine                     | 1:33:59 PB |                    |
| 33    | Miranda Melville           | USA                         | 1:34:47    |                    |
| 34    | Ana Rodean                 | Rumänien                    | 1:34:50 SB |                    |
| 35    | Ching Siu-nga              | Hongkong                    | 1:35:04 NR |                    |
| 36    | Mária Czaková              | Slowakei                    | 1:35:11    |                    |
| 37    | Grace Wanjiru              | Kenia                       | 1:35:22    |                    |
| 38    | Beki Smith                 | Australien                  | 1:35:31    | Bod                |
| 39    | Chahinez Nasri             | Tunesien                    | 1:35:45    |                    |
| 40    | Gemma Bridge               | Großbritannien              | 1:36:04    | Knie               |
| 41    | Johana Ordóñez             | Ecuador                     | 1:36:27    |                    |
| 42    | Khushbir Kaur              | Indien                      | 1:36:41    | Knie               |
| 43    | Claire Tallent             | Australien                  | 1:37:05 SB | Bod                |
| 44    | Yehualeye Beletew          | Äthiopien                   | 1:37:55    | Bod / Bod          |
| 45    | Monika Vaiciukevičiūtė     | Litauen                     | 1:38:08    |                    |
| 46    | Milangela Rosales          | Venezuela                   | 1:38:08    |                    |
| 47    | Diana Aidosowa             | Kasachstan                  | 1:38:16 SB |                    |
| 48    | Lee Da-seul                | Südkorea                    | 1:38:54    |                    |
| 49    | Laura Polli                | Schweiz                     | 1:39:05 SB | Knie / Knie        |
| 50    | Polina Repina              | Kasachstan                  | 1:39:56    | Knie               |
| 51    | Rita Récsei                | Ungarn                      | 1:40:56    | Bod                |
| 52    | Regina Rykowa              | Kasachstan                  | 1:41:59    |                    |
| DNF   | Anežka Drahotová           | Tschechien                  |            |                    |
| DNF   | Despina Zapounidou         | Griechenland                |            |                    |
| DSQ   | Klawdija Afanassjewa       | Authorised Neutral Athletes |            | Bod / Bod / Bod    |
| DSQ   | Nadija Borowska            | Ukraine                     |            | Bod / Bod / Bod    |
| DSQ   | Yeseida Carrillo           | Kolumbien                   |            | Bod / Knie / Bod   |
| DSQ   | Lü Xiuzhi                  | Volksrepublik China         |            | Bod / Bod / Bod    |
| DSQ   | Agnese Pastare             | Lettland                    |            | Knie / Knie / Knie |
| DSQ   | María Guadalupe Sánchez    | Mexiko                      |            | Bod / Bod / Bod    |
| DNS   | Askale Tiksa               | Äthiopien                   |            |                    |

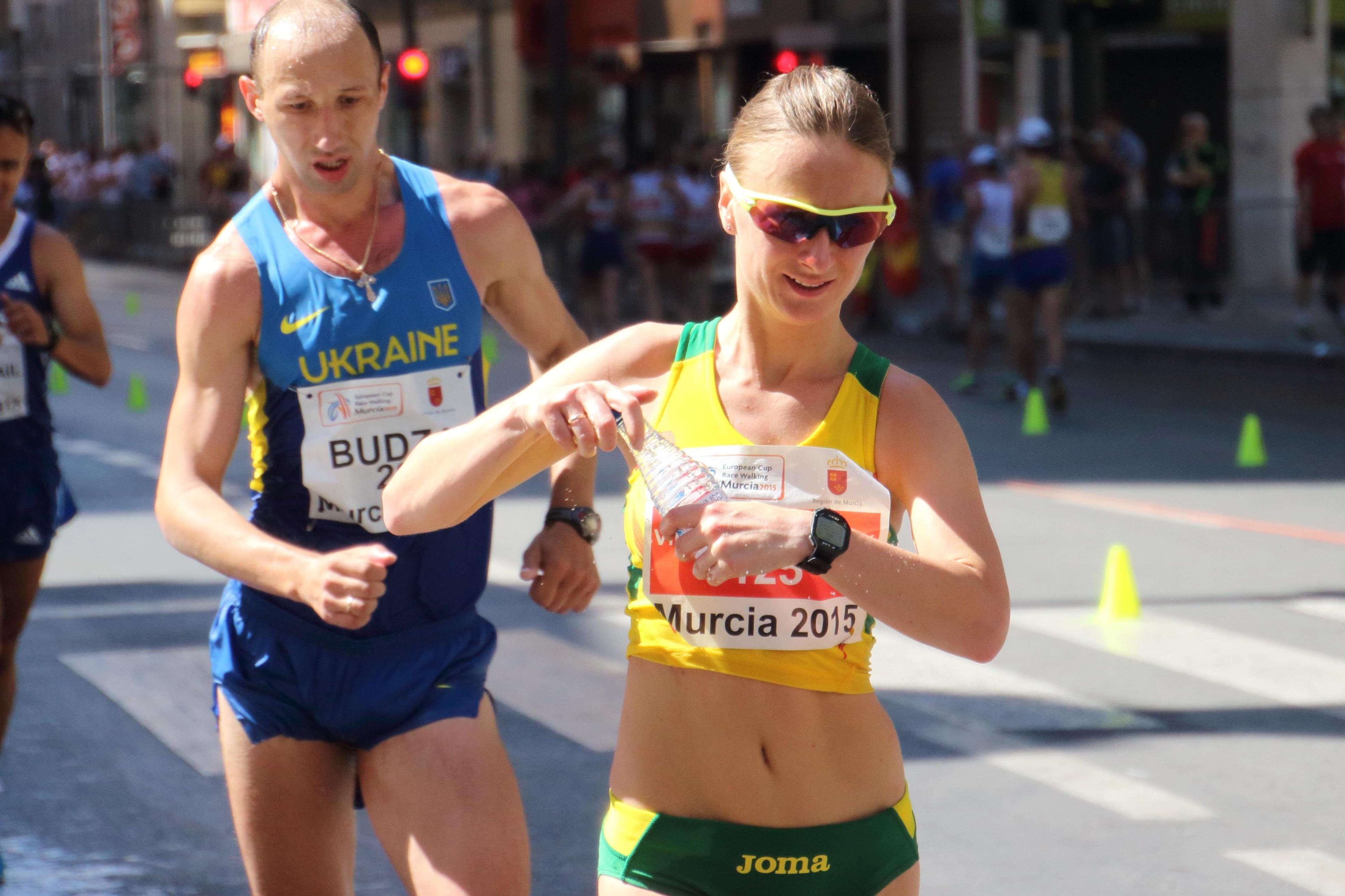
Brigita Virbalytė-Dimšienė – Platz sechzehn
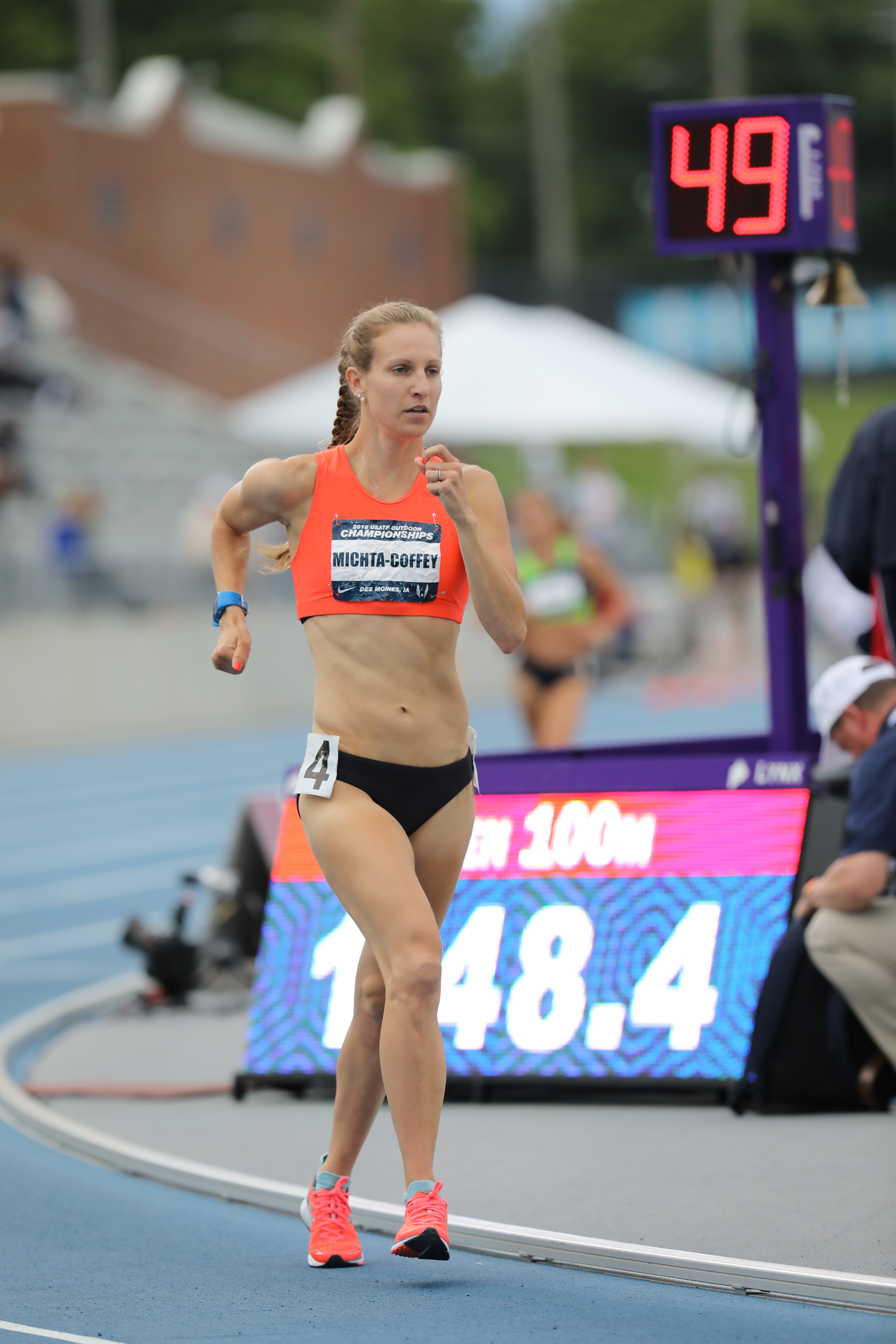
Maria Michta-Coffey – Platz 25
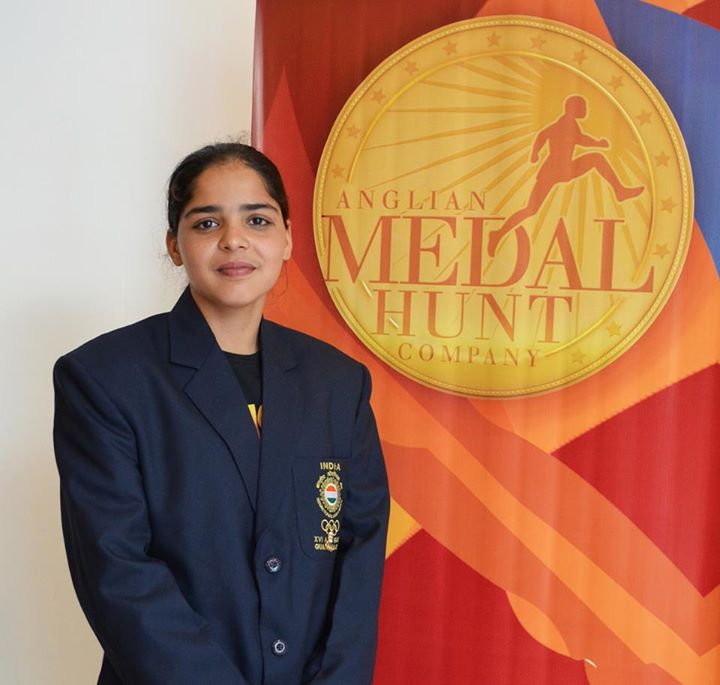
Khushbir Kaur – Platz 42
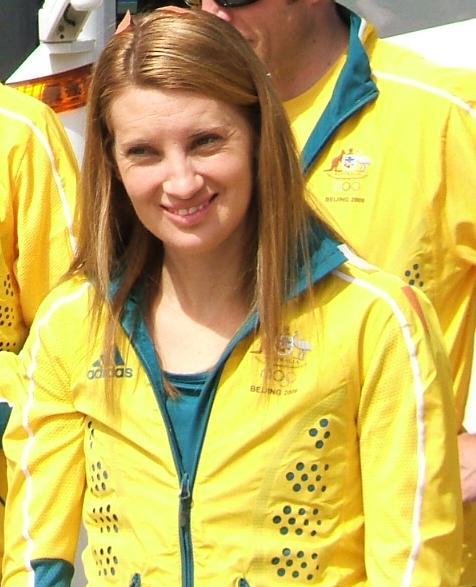
Claire Tallent – Platz 43
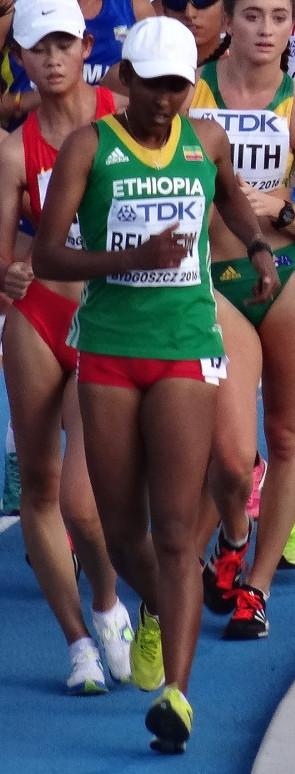
Yehualeye Beletew – Platz 44
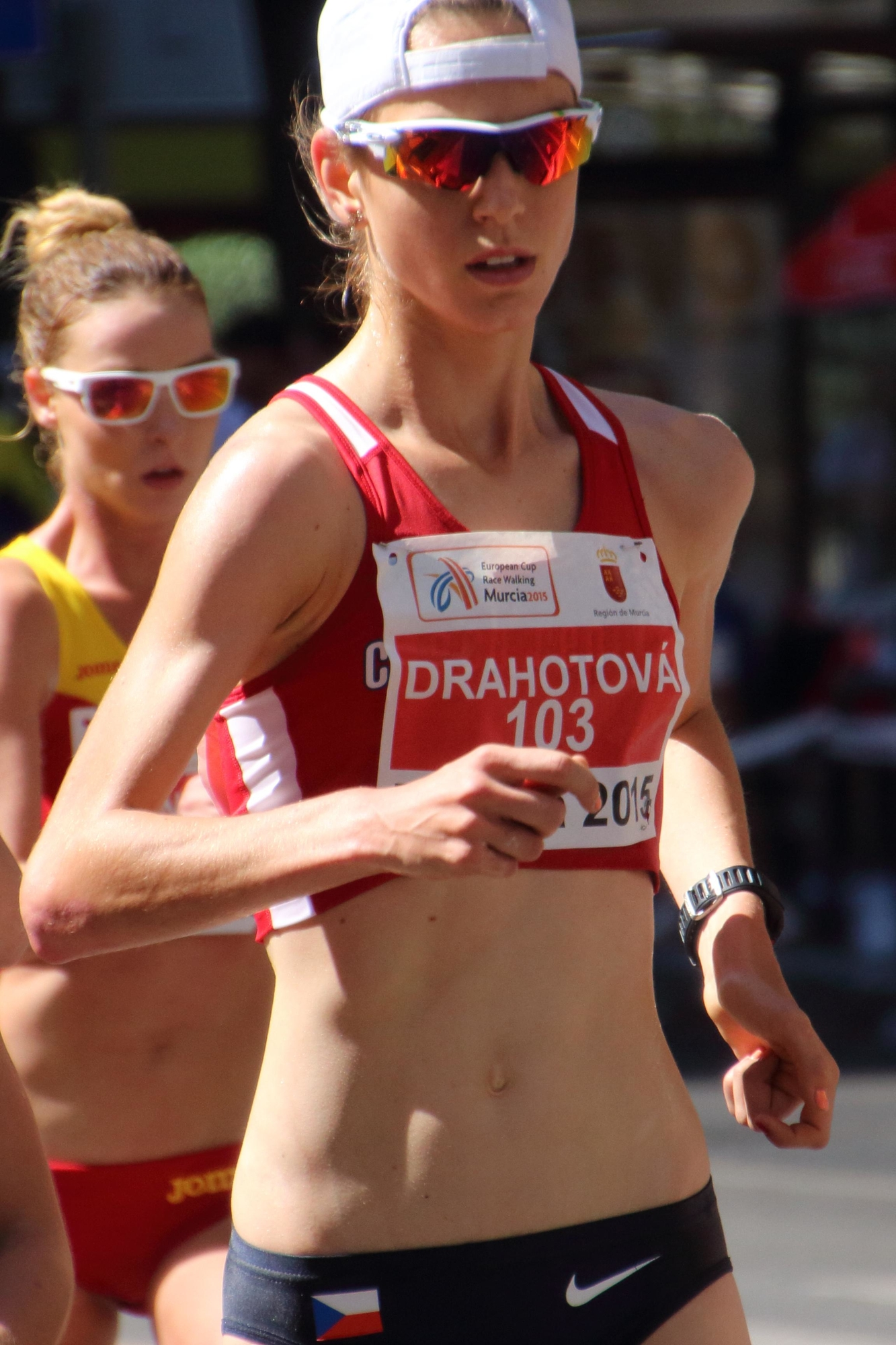
Anežka Drahotová – nicht im Ziel
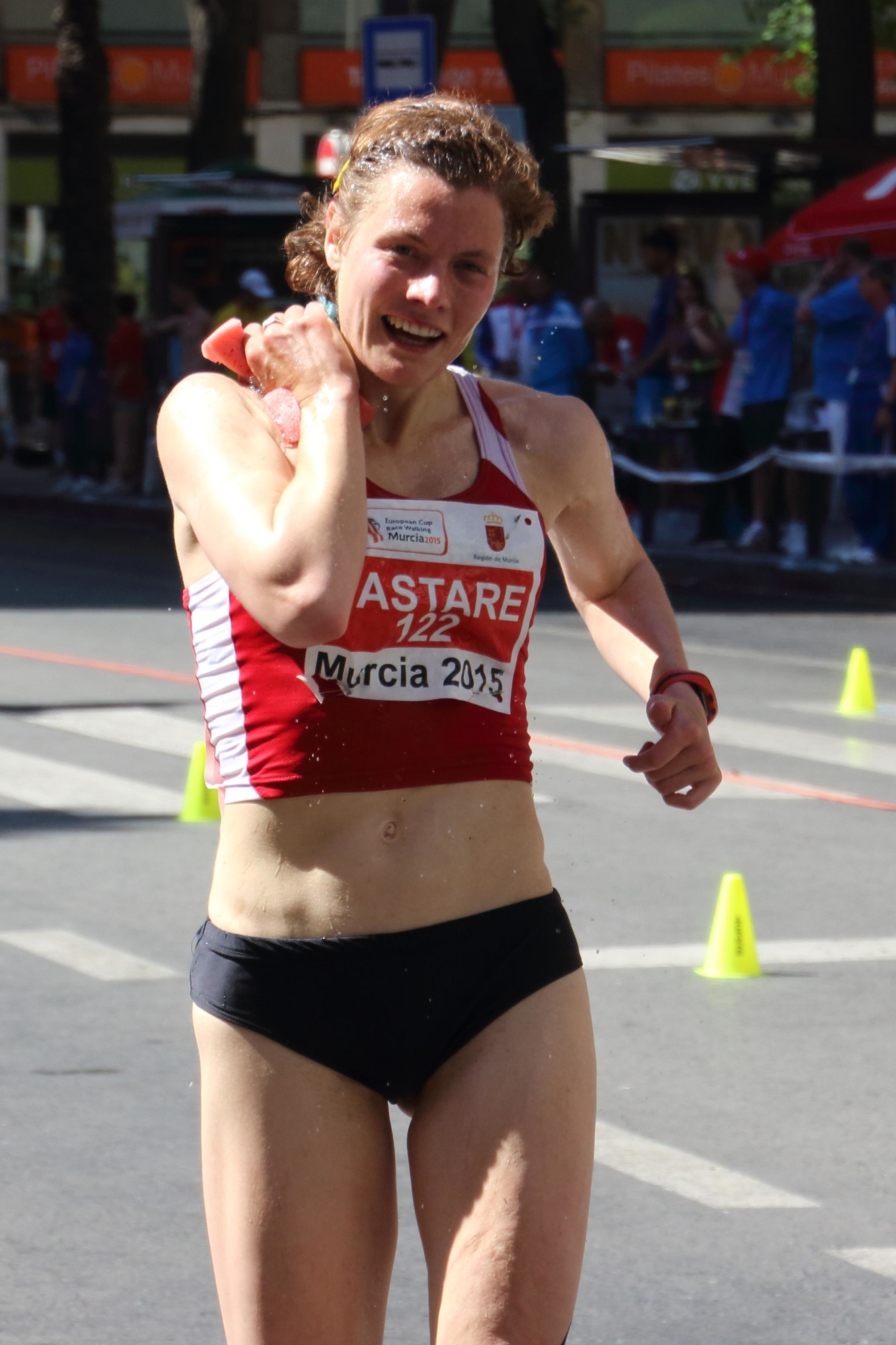
Agnese Pastare – disqualifiziert